# آزاده شهشهانی
آزاده شهشهانی (انگلیسی: Azadeh N. Shahshahani) وکیل اهل ایالات متحده آمریکا است. او وکیل حقوق بشر آمریکایی ساکن آتلانتا و مدیر حقوقی و وکالت پروژه جنوب است. او پیش از این به عنوان رئیس انجمن ملی وکلا و مدیر پروژه امنیت ملی/حقوق مهاجران برای اتحادیه آزادی‌های مدنی آمریکا (ACLU) از جورجیا خدمت می‌کرد.

## زندگی و تحصیلات
شهشهانی چند روز پس از انقلاب ۱۳۵۷ ایران در تهران متولد شد. او مدرک J.D. خود را از دانشکده حقوق دانشگاه میشیگان دریافت کرد، جایی که به عنوان ویراستار مقاله برای «مجله حقوق بین‌الملل میشیگان» خدمت کرد. شهشهانی همچنین دارای مدرک کارشناسی ارشد در خاورمیانه و شمال آفریقا از دانشگاه میشیگان است.

## فعالیت حرفه‌ای
شهشهانی به مدت دو دهه در جنوب ایالات متحده برای حفاظت از حقوق بشر جوامع مهاجر، سیاه‌پوست و مسلمان کار کرده است.
او نویسنده یا ویراستار چندین گزارش حقوق بشر است، از جمله گزارش «عدالت در زندان: درون دو بازداشتگاه مهاجران در جورجیا»؛
گزارش «درون قفس‌های مهاجرت آتلانتا» که به متقاعد کردن شهر آتلانتا برای توقف بازداشت مهاجران برای اداره مهاجرت و گمرک در زندان شهر کمک کرد؛ و همچنین شکایت پروژه جنوب ۲۰۲۰ که توجه ملی و بین‌المللی را به سوءاستفاده‌های پزشکی علیه بدن زنان در بازداشتگاه شهرستان ایروین جلب کرد.
شهشهانی همچنین به عنوان وکیل در دعاوی حقوقی به نمایندگی از یک شهروند اخراج شده آمریکایی، یک زن مسلمان که مجبور به برداشتن حجابش در دادگاه شده بود، مهاجران بازداشت شده که در بازداشتگاه استوارت که توسط یک شرکت اداره می‌شود، به کار اجباری گمارده شدند، زنان مهاجر شاکی از سوء استفاده پزشکی در بازداشتگاه شهرستان ایروین و پرونده‌های حقوق بشری زیاد دیگری فعالیت کرده است.
شهشهانی به عنوان ناظر دادگاه در ترکیه، ناظر انتخابات در ونزوئلا و هندوراس و عضو هیئت منصفه در دادگاه‌های مردمی در مکزیک، فیلیپین و برزیل خدمت کرده است. او در کمیسیون حقوق بشر کشورهای آمریکایی برای شهادت در مورد سوءاستفاده پزشکی علیه زنان مهاجر در بازداشتگاه شهرستان ایروین حاضر شده است. او همچنین در هیئت‌های حقیقت‌یاب بین‌المللی به تونس و مصر پس از انقلاب و همچنین هیئتی با تمرکز بر وضعیت زندانیان سیاسی فلسطینی شرکت داشته است.
شهشهانی در شورای مشورتی انجمن حقوقدانان آمریکا خدمت می‌کند. او پیش از این به عنوان عضو هیئت مدیره دفاع از حقوق و مخالفت (DRAD) خدمت می‌کرد.
شهشهانی در دموکراسی اکنون! و بی‌بی‌سی حضور داشته است؛ با ان‌پی‌آر و د ورلد مصاحبه کرده است؛ و توسط نیویورک تایمز، واشنگتن‌پست، سی‌ان‌ان، گاردین، آتلانتا ژورنال-کانستیتیوشن و سایر رسانه‌ها نقل قول شده است.

## نوشته‌ها
شهشهانی مرتباً برای نشریات مختلف ملی و بین‌المللی مانند نیشن، گاردین، الجزیره، هاف‌پست، سلان، اسلیت و تایم در مورد طیف وسیعی از مسائل مربوط به حقوق مهاجران، تبعیض و نظارت دولتی که جوامع مسلمان را هدف قرار می‌دهد و استفاده از چارچوب بین‌المللی حقوق بشر به عنوان ابزاری برای آزادی می‌نویسد.

## جوایز و افتخارات
شهشهانی دریافت‌کننده‌ی جایزه‌ی حقوق بشر شانارا ام. گیلبرت از انجمن معلمان حقوق آمریکا، جایزه‌ی ارنی گودمن از انجمن وکلای ملی، جایزه‌ی رهبری برجسته در منافع عمومی دانشکده‌ی حقوق اموری، جایزه‌ی خدمات اجتماعی دانشگاه اموری مارتین لوتر کینگ جونیور، جایزه‌ی شبکه‌ی حقوق بشر ایالات متحده برای ایجاد جنبش حقوق بشر، جایزه‌ی وکالت انجمن وکلای مهاجرت آمریکا، جایزه‌ی «گزارش روزانه‌ی شهرستان فولتون» و جایزه‌ی «فعال منافع عمومی بنیاد عدالت برابر» دانشکده‌ی حقوق دانشگاه جورجیا و جوایز دیگر است.
او همچنین توسط مرکز تحقیقات و سیاست‌های ضد نژادپرستی در دانشگاه آمریکایی و ابتکارات خانواده فردریک داگلاس به عنوان مخالفت با بردگی و توسط مجله آتلانتا به عنوان یکی از ۵۰۰ رهبر قدرتمند آتلانتا شناخته شده است. در سال ۲۰۱۶، او توسط روزنامه «موندو هیسپانیکو» به عنوان «شخص برجسته سال» به دلیل دفاع از حقوق مهاجران در جورجیا انتخاب شد.
در سال ۲۰۱۷، او توسط مجله «گرجستان ترند» به عنوان یکی از ۴۰ گرجی برجسته زیر ۴۰ سال انتخاب شد.
شهشهانی به عنوان همکار حقوقی منافع عمومی دینارد در بهار ۲۰۲۵ در دانشکده حقوق دانشگاه نورث ایسترن خدمت کرد.

## سخنرانی عمومی
شهشهانی مرتباً در دانشکده حقوق و دانشگاه‌ها در مورد موضوعاتی از جمله وکالت جنبش‌ها تا ریشه‌های مهاجرت اجباری، سیاست خارجی ایالات متحده، لغو زندان‌های ICE و مقابله با نظارت و سرکوب دولتی علیه جوامع مسلمان و موارد دیگر سخنرانی می‌کند.
شهشهانی سخنرانی اصلی را در سی‌امین سالگرد کنفرانس وکالت شورشی در دانشکده حقوق ییل در سال ۲۰۲۴ ارائه داد. او همچنین سخنرانی‌های اصلی را در سمپوزیوم حقوق بین‌الملل دانشکده حقوق اموری در سال ۲۰۲۵ و سمپوزیوم دانشجویی بهاره در دانشکده حقوق بروکلین در سال ۲۰۲۴ ارائه داد. او همچنین سخنرانی اصلی هفته صلح و عدالت را در کالج ارلهام در سال ۲۰۱۹ ارائه داد.

## کتاب و مقاله‌شناسی
- شهرهای پلیسی در جهانی نظامی‌شده. «نه شهر پلیسی، نه جهان پلیسی: درس‌هایی از این جنبش». ۲۰۲۵.
- از آتلانتا تا کشمیر، دولت‌ها از چارچوب‌های ضدتروریسم برای هدف قرار دادن جنبش‌های عدالت اجتماعی استفاده می‌کنند. NYU Review of Law & Social Change. ۲۰۲۵ (با همکاری جولی شیوالکار نوشته شده است).
- پر کردن شکاف پاسخگویی: فراخوانی برای اقدام برای مهاجرانی که در بازداشتگاه‌های ایالات متحده مورد آزار و اذیت قرار گرفته‌اند. UCLA Journal of International Law and Foreign Affairs. ۲۰۲۴ (با همکاری سارا پائولتی نوشته شده است).
- «دشمن شناخته‌شده»: هدف قرار دادن جنبش حقوق مهاجران در دوران پس از ترامپ. Emory Law Journal. ۲۰۲۳ (با همکاری چیرایو گوسارانی نوشته شده است).
- اعمال خودسرانه وظایف دیوان کیفری بین‌المللی ذیل اساسنامه رم به نفع برتری جهانی غرب. The Human Rights Brief. ۲۰۲۳ (با همکاری سوفیا ورونیکا مونتز نوشته شده است).
- «غرامت‌های لازم برای بازماندگان جنگ جهانی علیه تروریسم». N.Y.U. Review of Law & Social Change. ۲۰۲۳ (با همکاری دیویا بابولا نوشته شده است).
- «از قانون اخراج چینی‌ها تا ممنوعیت ورود مسلمانان: سیستم مهاجرتی مبتنی بر نژادپرستی سیستماتیک». Harvard Law & Policy Review. ۲۰۲۳ (با همکاری تینا الخرسان نوشته شده است).
- «به‌کارگیری حقوق بین‌الملل برای مبارزه با کار اجباری در مراکز بازداشت مهاجران». Georgetown Immigration Law Journal. ۲۰۲۲ (با همکاری کایلین بورک نوشته شده است).
- «وکالت در امور مربوط به جابجایی: مطالعه موردی در جنوب ایالات متحده». Howard Human & Civil Rights Law Review. ۲۰۲۰.
- «استعمارزدایی از عدالت در تونس: از عدالت انتقالی تا دادگاه مردمی». مانثلی ریویو. ۲۰۱۹ (با همکاری کورینا مولین و نادا تریگویی نوشته شده است).
- «از خلیج پلیکان تا فلسطین: عادی‌سازی قانونی تغذیه اجباری اعتصاب‌کنندگان غذا». مجله نژاد و قانون میشیگان. ۲۰۱۹ (با همکاری پریا آرویند پاتل نوشته شده است).
- «سیاست‌های پناهگاه: مقاومت محلی در مواجهه با قوانین ضد پناهگاه ایالتی». نقد و بررسی حقوق دانشگاه سیتی نیویورک. ۲۰۱۸ (با همکاری ایمی پونت نوشته شده است).
- «درگیری پلیس محلی با ماموران مهاجرت در جورجیا». دانشکده حقوق بنجامین کاردوزو de•novo, ۲۰۱۷.
- «بدون مدرک؟ آب هم ندارید: نقدی بر عدم ارائه خدمات رفاهی به مهاجران بدون مدرک توسط شهرداری‌ها». نشریه حقوق بین‌الملل اموری, ۲۰۱۷ (با همکاری کاترین مدیسون نوشته شده است).
- «قدرت بی‌چون و چرا: طبقه‌بندی نژادی و نظارت از یازده سپتامبر». مجله حقوق و تغییر اجتماعی دانشگاه پنسیلوانیا, ۲۰۱۵ (با همکاری کارلوس تورس و تای تاواراس نوشته شده است).
- مهاجرت و طبقه‌بندی نژادی. Cultural Issues in Criminal Defense. 3rd & 4th editions, August 2010 and June 2015. شابک ‎۹۷۸−۱−۵۷۸۲۳−۴۴۰−۰
- «به چالش کشیدن رویه حبس انفرادی در بازداشتگاه‌های مهاجرتی در جورجیا و فراتر از آن». City University of New York Law Review, ۲۰۱۴ (با همکاری ناتاشا ال-سرگانی نوشته شده است).
- «رویاهای برباد رفته: تحلیلی از ممنوعیت پذیرش دانشجو توسط هیئت مدیره دانشگاه جورجیا از منظر قانون اساسی و حقوق بشر بین‌المللی». کالج حقوق دانشگاه کالیفرنیا، سان فرانسیسکو Race and Poverty Law Journal, ۲۰۱۳ (با همکاری چاکا واشنگتن نوشته شده است).
- «میراث مداخله آمریکا و انقلاب تونس: وعده‌ها و چالش‌ها یک سال بعد». اینترفیس. 4 (1): 67-101, می ۲۰۱۲ (با همکاری کورینا مولین نوشته شده است).
- تأملاتی به مناسبت دهمین سالگرد یازده سپتامبر. Race/Ethnicity: Multidisciplinary Global Contexts. 4 (3) 2011. doi:10.2979/racethmulglocon.4.3.449
- «تأملاتی». «تغییر ترازنامه‌ها: داستان‌های زنان از شهروندی طبیعی و دلبستگی فرهنگی». 1 ژوئیه 2011. شابک ‎۹۷۸−۰۹۸۲۷۲۶۲۳۵